# کاخ هزاردری
کاخ هزاردَری (انگلیسی: Hazarduari Palace) که پیشتر به نام بارا کوتی شناخته می‌شد، کاخی پیشین و اکنون یک بنای ملی و موزه عمومی است که در محوطه قلعه نظامت در مرشدآباد، در ایالت بنگال غربی هند واقع شده است. این کاخ نزدیک ساحل رود گنگ قرار دارد. بر اساس طراحی‌های سرهنگ دانکن مک‌لود، این کاخ در سده نوزدهم به سبک معماری نئوکلاسیک سبک ایتالیایی‌مآب با تأثیرات شیوه دوریسی ساخته شد و سازندهٔ آن نواب ناظم همایون جاه، نواب بنگال، بیهار و اودیشا بین سال‌های ۱۸۲۴ و ۱۸۳۸ بود.
همراه با نظامت امامباره، این کاخ از سال ۱۹۷۷ به عنوان اثر ملی مهم ثبت شده است، و از سال ۱۹۸۵ توسط سازمان بررسی باستان‌شناسی هند اداره می‌شود.

## قلعهٔ نظامت
قلعه نظامت که با نام نظامت قلعه و امامباره نظامت نیز شناخته می‌شود، محل استحکامات قدیم مرشدآباد بود. این مجموعه در مکان فعلی کاخ هزاردری و در کرانهٔ رودخانه هوگلی قرار داشت. این قلعه برای ساخت کاخ تخریب شد.

## ریشه‌شناسی
نام کاخ از واژهٔ فارسی هزار که به معنای «هزار» است و واژه فارسی دری که به معنای «دارای در» است گرفته شده؛ بنابراین این نام به معنای «دارنده هزار در» است. این کاخ به بارا کوتی نیز معروف بود، یعنی کاخی که هزار در دارد که از این میان صد در آن جعلی است. این درها به گونه‌ای ساخته شده بودند که اگر دزد یا راهزنی تلاش می‌کرد چیزی بدزدد و فرار کند، بین درهای واقعی و جعلی سردرگم شود و در آن زمان نگهبانان نواب او را دستگیر کنند.

## معماری
کاخ هزاردری بنایی سه‌طبقه و باشکوه است که بر زمینی به وسعت ۱۷-هکتار (۴۱-جریب-فرنگی) ساخته شده و در سبک نئوکلاسیک ایتالیایی‌مآب بنا شده است. طراحی کاخ توسط سرهنگ دانکن مک‌لود، معمار اسکاتلندی از سپاه مهندسان بنگال، بین سال‌های ۱۸۲۹ و ۱۸۳۷ انجام شد. این کاخ با نمای متقارن و سنتوری مثلثی و رواقی که بر ۵۲ ستون دوریسی استوار است مشخص می‌شود. دروازه‌های اصلی دارای نوبت‌خانه (سکوهای نوازندگان) هستند؛ و هر در آن‌قدر بزرگ و بلند است که یک فیل همراه با کجاوه بتواند از آن عبور کند. دسترسی به کاخ از طریق پلکانی شامل ۳۷ پلهٔ سنگی در سمت شمال آن میسر است، پلهٔ پایه ۳۳ متر (۱۰۸ فوت) عرض دارد و هر دو طرف آن مجسمهٔ شیر سنگی قرار دارد.
ساختمان کاخ ۱۲۹ متر (۴۲۴ فوت) طول، ۶۱ متر (۲۰۰ فوت) عرض و ۲۴ متر (۸۰ فوت) ارتفاع دارد. داخل کاخ ۱۱۴ اتاق بزرگ و مجلل وجود دارد که شامل تالار دربار، تالار ضیافت، اتاق‌های پذیرایی، اتاق‌های نشیمن، اتاق‌های بیلیارد، سالن رقص، کتابخانه، اتاق کمیته و گالری پرتره است. کتابخانه دارای بیش از ۳٬۰۰۰ نسخهٔ خطی به زبان عربی، زبان فارسی، و زبان اردو و حدود ۱۲٬۰۰۰ کتاب به زبان‌های انگلیسی، عربی و فارسی است. کتابخانه نسخه‌ای از قانون اساسی بریتانیا، یک قرآن دست‌نویس با ابعاد ۱٫۲ متر (۴ فوت) در ۰٫۹۱ متر (۳ فوت) و وزن تقریباً ۲۰ کیلوگرم (۴۴ پوند), و مجموعه‌ای گسترده از متون تاریخی دیگر و نقشه‌های امپراتوری گورکانی را در خود جای داده است.
در سال ۱۹۷۷ کاخ هزاردری به عنوان اثری ملی اعلام شد و ابتدا زیر نظر دولت بنگال غربی اداره می‌شد. سازمان بررسی باستان‌شناسی هند از سال ۱۹۸۵ این محوطه را برای حفاظت بهتر اداره می‌کند. کاخ سابق به موزه‌ای تبدیل شده است که مجموعه‌هایی از نواب‌ها شامل نقاشی‌ها، مبلمان و آثار عتیقه، از جمله آینهٔ مخفی و لوستر بزرگی که پیشتر ۱٬۰۰۱ شمع و اکنون ۹۶ حباب روشنایی را در خود جای می‌دهد، در آن نگهداری می‌شود.
در مجاورت کاخ، امامباره نظامت، برج ساعت مرشدآباد، مسجد مدینه قدیم و جدید، مسجد چوک، توپ بچه‌والی، مجموعهٔ شیعیان، کاخ واصف، دو مسجد زورود و کالج نظامت قرار دارند.

## نسخه مینیاتوری
یک مدل کوچک از کاخ، که توسط ساجور میستری از عاج ساخته شده بود، همراه با پرتره‌های اعلی‌حضرت و پسرش، در کنار هدایای دیگر، به ویلیام چهارم ارسال شد. او نواب را با پرتره‌ای تمام‌قد از خود و نامه‌ای امضا شده مفتخر کرد و نشان و مدال‌های نظام سلطنتی گلپفیک و هانووری را به او اعطا کرد، که هنوز در کاخ سابق نگهداری می‌شود.

## نگارخانه

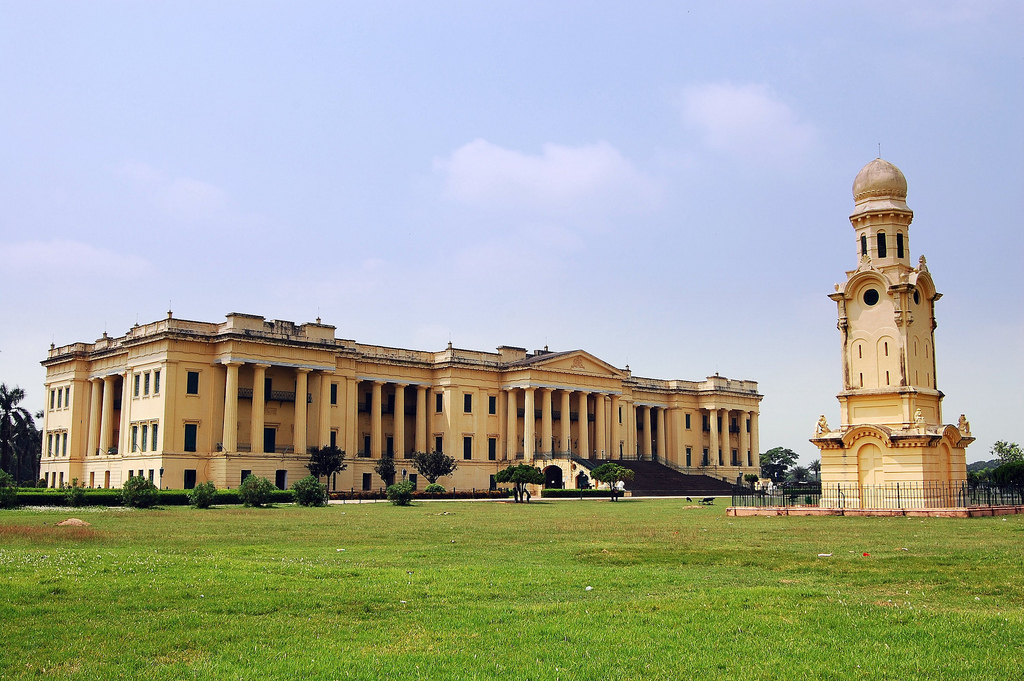
برج ساعت با کاخ در پس‌زمینه
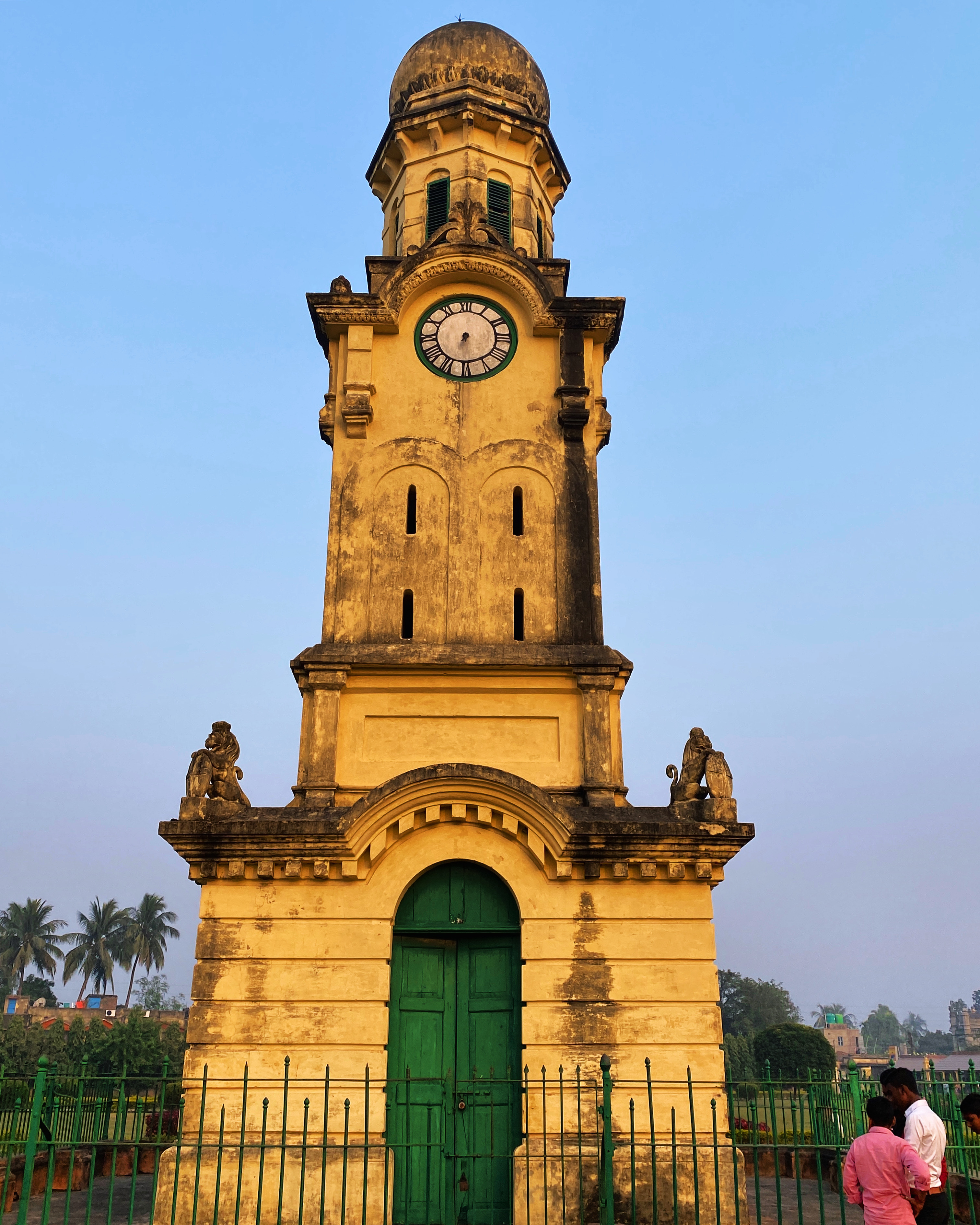
برج ساعت
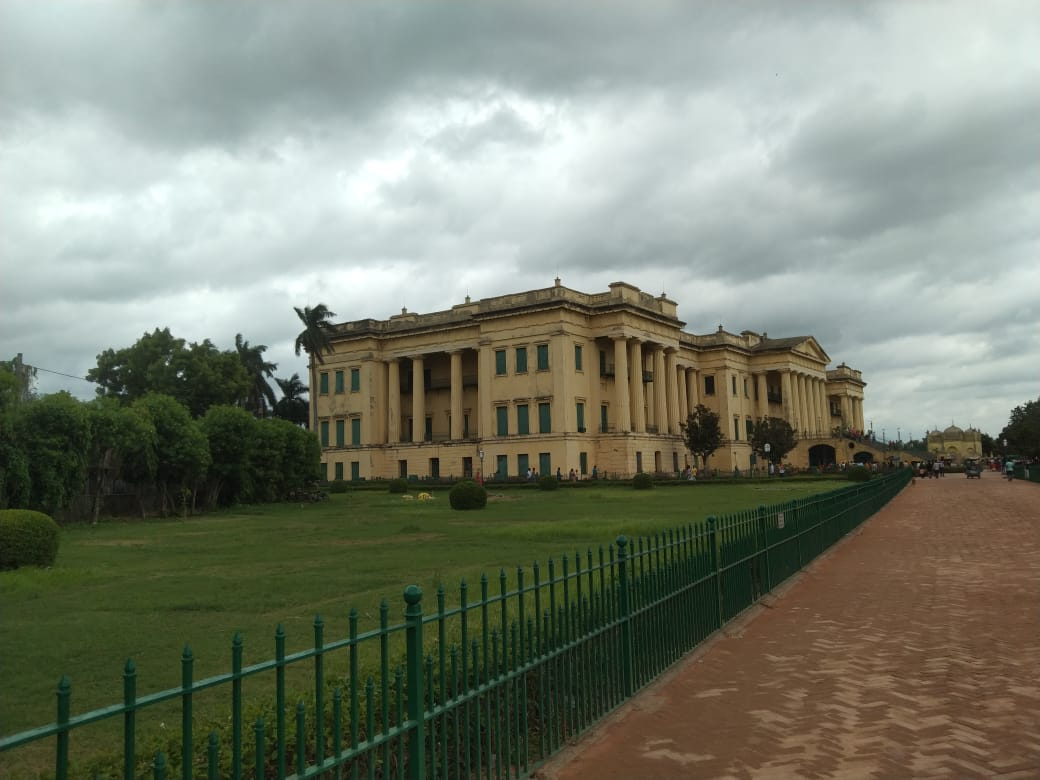
کاخ هزاردری
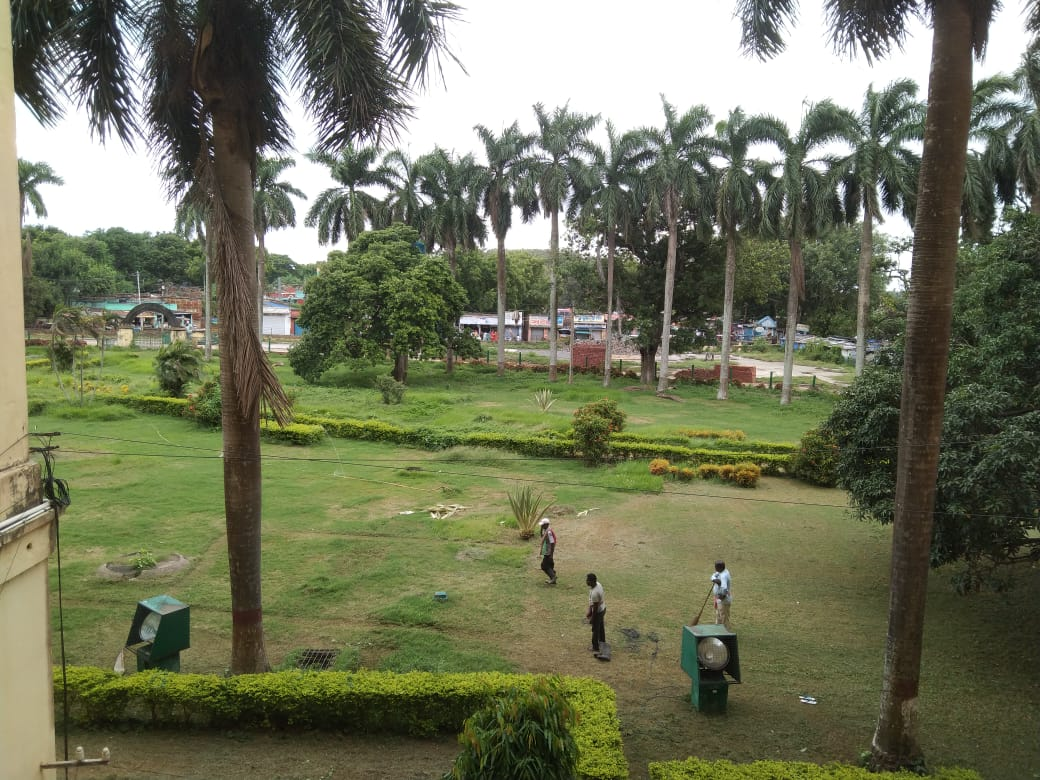
باغ‌های کاخ
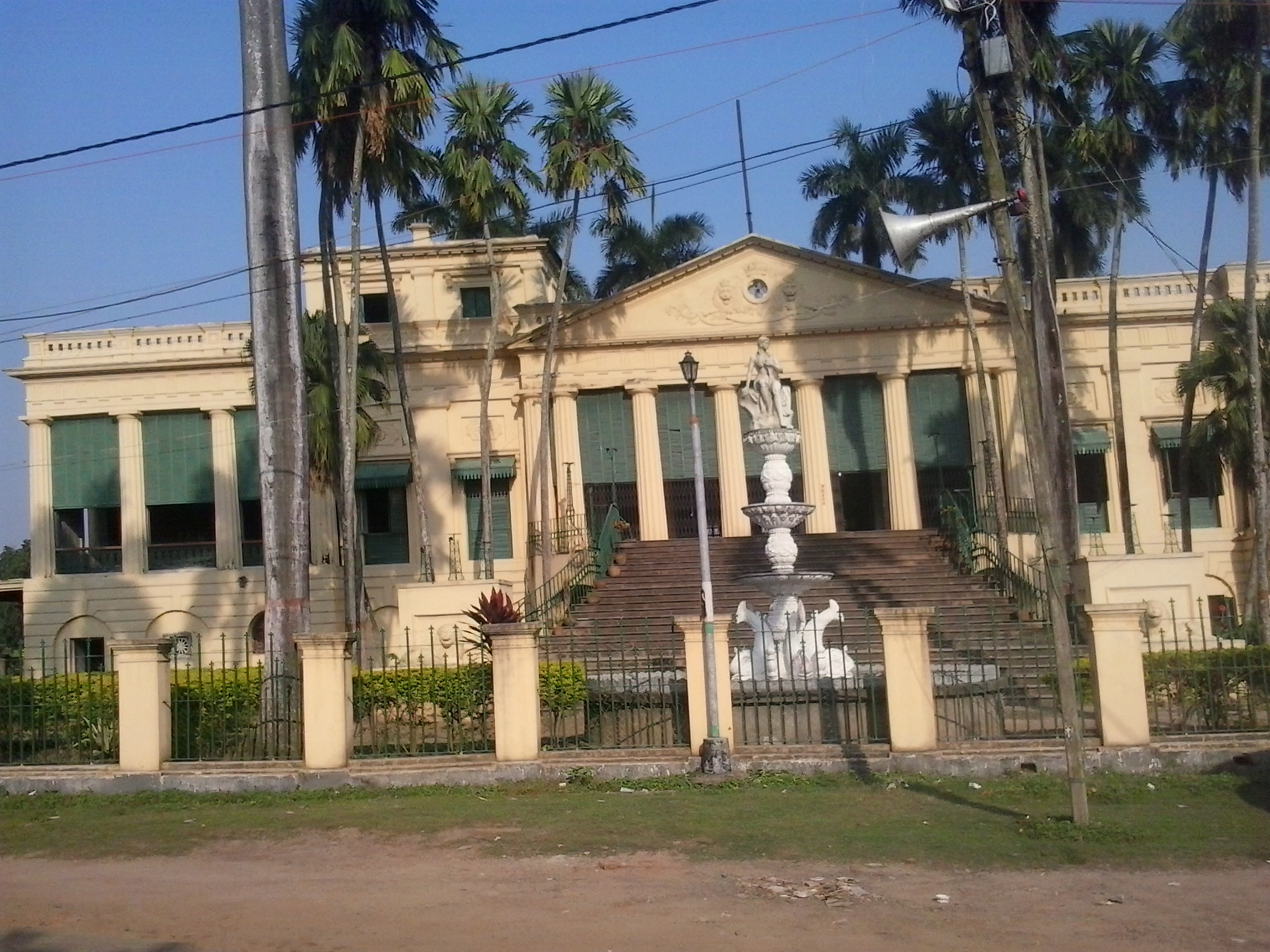
نمای پشت کاخ هزاردری
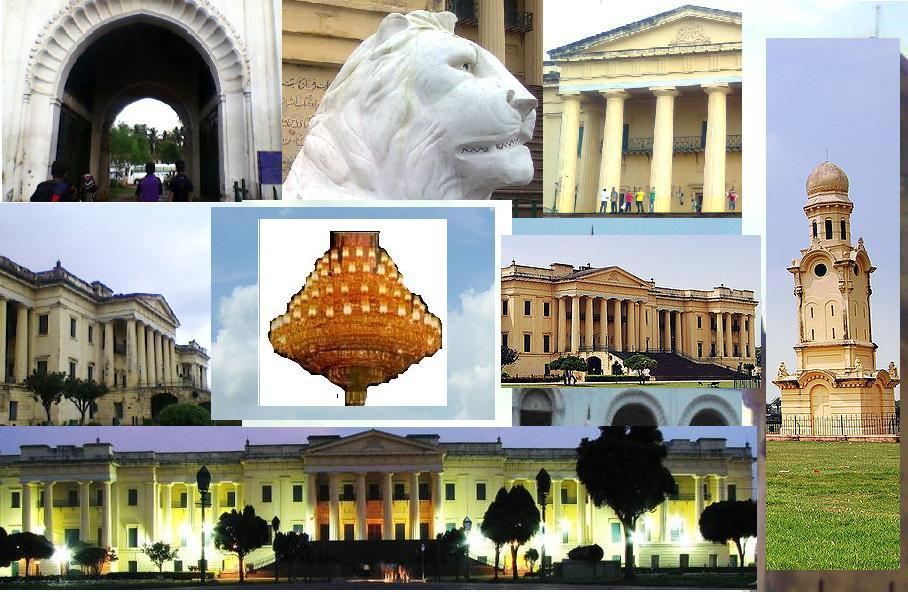
لوستر کاخ دومین لوستر بزرگ جهان پس از آن است که در کاخ باکینگهام قرار دارد
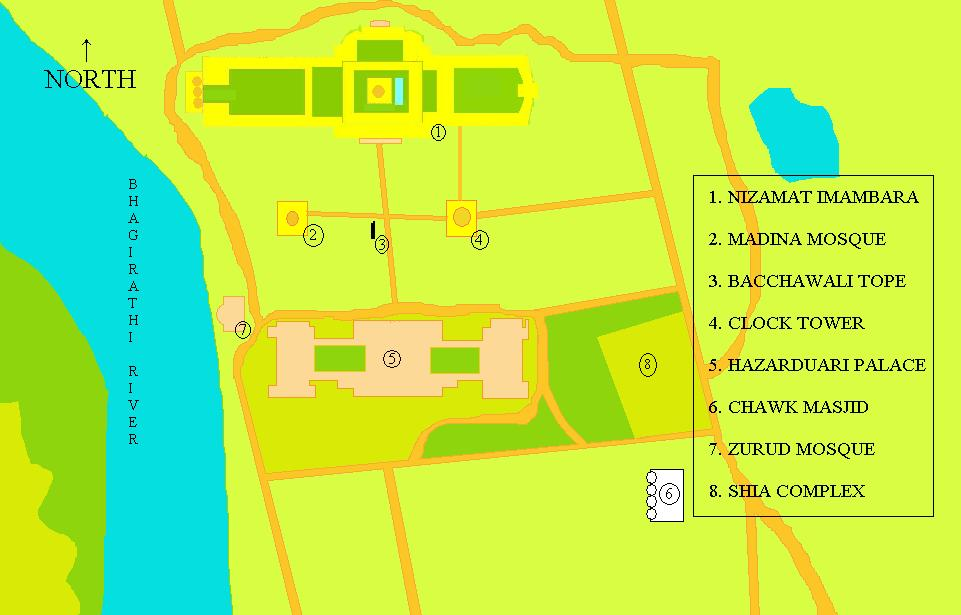
نقشه‌ای از محوطه قلعه نظامت که امامباره نظامت را با رنگ زرد و دیگر ساختمان‌ها را نشان می‌دهد